# وحدة النضال
وحدة النضال هي جماعة شيوعية في العراق، عُرفت بالصحيفة التي أصدرتها بنفس الاسم باللغتين العربية والكردية. ظهرت الجماعة في سبتمبر 1944 من خلال اندماج فصيلي إلى الأمام وشرارة.
في عام 1945، حل القسم العربي من وحدة النضال نفسه وانضم أعضاؤه إلى الحزب الشيوعي العراقي (رفض الحزب الشيوعي الاندماج مع الجماعة، وبدلاً من ذلك طالب بحل المجموعة، وإيداع مطبوعاتها ومعدات الطباعة مع الحزب وأجهزته. وينضم الأعضاء إلى الحزب كأفراد). رفض القسم الكردي تفكيك نفسه وتحول إلى مجموعة شورش.